# Čtení z Tóry
| Židé a judaismus |
| Židé • Judaismus • Kdo je Žid |
| Ortodoxní • Konzervativní (Masorti) Progresivní (Reformní - Liberální) • Ultraortodoxní Samaritáni • Falašové • Karaité                                                                                            |
| Etnické skupiny a jazyky |
| Aškenázové • Sefardové • Mizrachim Hebrejština • Jidiš • Ladino • Ge'ez • Buchori |
| Populace (vývoj) |
| Evropa • Amerika • Asie • Afrika • Austrálie |
| Náboženství |
| Bůh • Principy víry • Boží jména 613 micvot • Halacha • Noachidské zákony Mesiáš • Eschatologie |
| Židovské myšlení, filosofie a etika |
| Židovská filosofie Cdaka • Musar • Vyvolenost Chasidismus • Kabala • Haskala |
| Náboženské texty |
| Tóra • Tanach • Mišna • Talmud • Midraš Tosefta • Mišne Tora • Šulchan aruch Sidur • Machzor • Pijut • Zohar |
| Životní cyklus, tradice a zvyky |
| Obřízka • Pidjon ha-ben • Simchat bat • Bar micva Šiduch • Svatba • Ketuba • Rozvod (Get) • Pohřeb Kašrut • Židovský kalendář • Židovské svátky Talit • Tfilin • Cicit • Kipa Mezuza • Menora • Šofar • Sefer Tora |
| Významné postavy židovství |
| Abrahám • Izák • Jákob • Mojžíš Šalomoun • David • Elijáš • Áron Maimonides • Nachmanides • Raši Ba'al Šem Tov • Ga'on z Vilna • Maharal                                                                           |
| Náboženské budovy a instituce |
| Chrám • Synagoga • Ješiva • Bejt midraš Rabín • Chazan • Dajan • Ga'on Kohen (kněz) • Mašgiach • Gabaj • Šochet Mohel • Bejt din • Roš ješiva                                                                      |
| Židovská liturgie |
| Šema • Amida • Kadiš Minhag • Minjan • Nosach Šacharit • Mincha • Ma'ariv • Musaf |
| Dějiny Židů |
| starověk • středověk • novověk |
| Blízká témata |
| Antisemitismus • Gój • Holocaust • Izrael Filosemitismus • Sionismus Abrahámovská náboženství |
| z • d • e |

Čtení z Tóry (hebrejsky קריאת התורה‎, kri'at ha-Tora) je součást židovské liturgie, kdy se předčítá týdenní oddíl (paraša) ze svitku Tóry. Čtení podléhá řadě pravidel a může být prováděno pouze pokud je v synagoze nebo na jiném pro čtení vyhrazeném místě přítomen minjan. Čtení z Tóry je součástí ranní bohoslužby (šacharit) v pondělí a čtvrtek, dále pak na šabat, Roš chodeš, poutní a vysoké svátky, Chanuku, Purim a veřejné postní dny. O šabatu a půstech se Tóra čte rovněž při odpolední modlitbě (mincha).

## Původ
Veřejné předčítání Tóry pro lid bylo zavedeno Ezdrášem po návratu z babylónského zajetí. Podle rabínské tradice je ovšem zvyk předčítat Tóru ve všední dny mnohem starší a má své kořeny ještě v dobách putování Izraele pouští z Egypta. Rabínská exegeze totiž vykládá verše hovořící o „reptajícím Izraeli“, který již tři dny neměl vodu, jako o Izraeli, který tři dny nestudoval Tóru. Proto aby bylo reptání pro příště zabráněno, bylo ustanoveno čtení i během všedních dnů a to tak, aby mezi žádným čtením nevznikla prodleva delší než tři dny. Po šabatu se tak dalším dnem pro čtení stalo pondělí a po něm čtvrtek.
Tyto dny sloužily i jako dny trhů, kde se shromažďovalo velké množství lidí z okolí a bylo proto vhodné uspořádat čtení z Tóry právě tam. Později se čtení přesunulo do synagogy a stalo se součástí liturgie.

## Týdenní oddíly
Tóra je dnes rozdělena na 54 oddílů, pro každý týden židovského kalendáře jeden. Jeden oddíl se nazývá paraša nebo sidra. Počet parašot nebyl stálý, v minulosti byla Tóra rozdělena na 175 oddílů, takže čtení celé Tóry systémem lectio continua trvalo tři roky. Později převládla babylónská tradice, která text dělila pouze do 54 oddílů. Každý oddíl je celý přečten na šabat při ranní bohoslužbě (šacharit). Na mincha na šabat se čte úvodní pasáž (min. 9 veršů) oddílu následujícího. Tatáž pasáž se čte i na šacharit v pondělí a čtvrtek.
Sváteční a postní dny mají své vlastní, pevně stanovené oddíly. Tyto jsou vybírány podle tématu, text v daném oddíle se vždy nějakým způsobem vztahuje k dotyčnému svátku.

## Čtení v synagoze

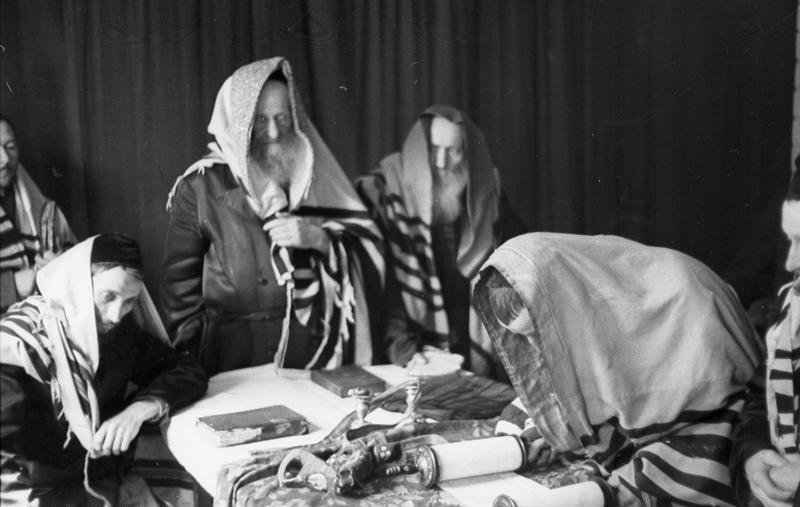
Čtení z Tóry ve varšavském ghettu

Když nastane čas pro čtení, celá obec se postaví. Chazan (vedoucí bohoslužby) vyjme z aronu svitek Tóry zahalený v pláštíku a se stříbrnými ozdobami a obejde s ním synagogu. Je zvykem, že se věřící dotknou svitku sidurem nebo cicit. Poté je Tóra přinesena na bimu a rozvinuta a připravena ke čtení.
U Tóry jsou vždy přítomni dva až tři lidé:
- Gabaj – správce synagogy, který vyvolává jednotlivé členy obce k Tóře.
- Ba’al ha-kri’a – předčítající, který čte text Tóry. Ve většině synagog čte z Tóry pro tento účel zvlášť školený čtenář – ba’al ha-kri’a – v některých synagogách ale je praxe taková, že předvolaný sám přečte jemu určený text Tóry.
- Čtení může být přítomen ještě třetí člověk s tištěným textem Bible s vokalizačními znaménky, který v případě chyby ve čtení opravuje předčítajícícho.

### Alija
Podle tradice je prvním člověkem vyvolaným k Tóře kohen a druhým levita. Toto pořadí nemusí být vždy nutně dodržováno, již ve starověku bylo pravidlem, že např. významní učenci, rabíni nebo autority měly při vyvolání k Tóře přednost, ačkoli nebyli ani příslušníky kohenů, ani levitů. Být vyvolán k Tóře je velká micva a čest. Protože ve většině synagog musí vyvolaný vystoupit na bimu, nazývá se vyvolání k Tóře výrazem alija (עליה‎, výstup). Vyvolaný vždy řekne požehnání před a po čtení příslušné části a počká, než skončí čtení pro člověka vyvolaného po něm. Poté odchází z bimy na své místo v synagoze.
Ve všední den, o postních dnech, Chanuka a Purim, a dále při mincha na šabat a Jom kipur jsou vyvoláni tři lidé, na Roš chodeš a v období chol ha-mo'ed (polosvátku) čtyři, na svátky pět, na Jom kipur ráno šest a na šabat ráno sedm lidí.
Aliju mohou obdržet pouze muži a chlapci starší 13 let (tedy pokud již absolvovali Bar micva). V některých konzervativních a reformních synagogách mohou aliju obdržet i ženy.

### Hagbaha a gelila
Po skončení čtení je svitek Tóry vždy vyzvednut (הגבהה‎, vyvýšení, hagbaha), celá obec se na něj dívá a říká nahlas: „Toto je zákon, který předložil Mojžíš Izraelcům na Hospodinův rozkaz daný skrze Mojžíše.“ Poté je smotán (גלילה‎, gelila) a zahalen do pláštíku. Ten, kdo Tóru zvedal (מגביה‎, magbiah), s ní usedne na bimě a drží ji během čtení haftary a následných modliteb na klíně, dokud není odnesena zpět do schrány.
V sefardských, italských a orientálních komunitách je zvykem pozvednout a ukázat svitek Tóry už před zahájením předčítání.

## Haftara
O šabatech, svátcích a o postních dnech následuje po čtení z Tóry čtení tematicky souvisejících pasáží z prorockých knih označované jako haftara (הפטרה‎, závěr). Osoba poctěná čtením haftary se nazývá maftir (מפטיר‎). Maftir vždy přečte několik posledních veršů z oddílu z Tóry, poté se říká zvláštní požehnání pro haftaru a následně předčítá text haftary.